# Neoperla pallescens
Neoperla pallescens är en bäcksländeart som beskrevs av Banks 1937. Neoperla pallescens ingår i släktet Neoperla och familjen jättebäcksländor. Inga underarter finns listade i Catalogue of Life.